# Beameromyia vulgaris
Beameromyia vulgaris là một loài ruồi trong họ Asilidae. Beameromyia vulgaris được Martin miêu tả năm 1957. Loài này phân bố ở vùng Tân Bắc giới.